# John McAlle
John E. McAlle (* 31. Januar 1950 in Liverpool) ist ein ehemaliger englischer Fußballspieler. Als Innenverteidiger war er langjährig für die Wolverhampton Wanderers aktiv und ist einer von nur sechs Akteuren, die mehr als 500 Pflichtspiele für die „Wolves“ bestritten.

## Sportlicher Werdegang
Im Juli 1965 schloss sich „Scouse“, wie John McAlle später von seinen Mannschaftskameraden angesichts seiner Liverpooler Herkunft genannt wurde, der Nachwuchsabteilung der Wolverhampton Wanderers an. Nach dem Erhalt seines ersten Profikontrakts im Februar 1967 bestritt er zunächst die Mehrzahl der Spiele für die Reservemannschaft und kam am 29. April 1968 bei der 0:1-Niederlage gegen den FC Chelsea zu seinem Debüt in der „ersten Elf“. Teil des Profikaders wurde er jedoch erst in der Saison 1970/71, als er John Holsgrove ersetzte und mit Frank Munro die neue Innenverteidigung bildete. Schnell erarbeitete er sich aufgrund seiner Zweikampfstärke und der physischen Präsenz einen guten Namen, wenngleich er sich am Offensivspiel nur wenig beteiligte und selten die eigene Hälfte verließ.
Die ersten Erfolge ließen nicht lange auf sich warten und nach dem Gewinn des Texaco Cups im Jahr 1971 war er Stammspieler in dem Team, das in der Saison 1971/72 im UEFA-Pokal das Finale erreichte und dort Tottenham Hotspur unterlag. Nach zwei weiteren Jahren war der Gewinn des Ligapokals der nächste Meilenstein und nach dem zwischenzeitlichen Abstieg in die Second Division führte er sein Team direkt als Zweitligameister zurück in die englische Eliteklasse. Mit der Ankunft des Europapokalsiegers Emlyn Hughes fand sich McAlle ab 1979 häufig auf der Ersatzbank wieder und kam mehrheitlich nur noch zu Einwechselungen. Dazu brach er sich im Februar 1980 in der Partie gegen den FC Watford ein Bein, kehrte erst elf Monate später in die Mannschaft zurück und war danach nie wieder der Spieler mit der zuvor gezeigten Qualität. Im August 1981 endete seine lange Verbindung zu den „Wolves“, nachdem ihm eine weitere Vertragsverlängerung verweigert worden war. Für 10.000 Pfund wechselte er stattdessen nach insgesamt 508 Pflichtspielen zu Sheffield United.
Für den Klub an der Bramall Lane absolvierte er 18 Partien, gewann die Viertligameisterschaft und zog weiter zu Derby County. Dort bestritt er noch einmal fast zwei Jahre in der zweiten Liga und stand im März 1984 gegen den FC Barnsley ein letztes Mal in einem Profispiel auf dem Platz. Seine aktive Laufbahn ließ er danach beim in Wolverhampton beheimateten Amateurklub Harrisons FC ausklingen. Nach dem Ende der sportlichen Laufbahn betätigte er sich als Landschaftsgärtner und lebt heute als Pensionär in Brewood im District South Staffordshire.

## Erfolge
- Englischer Ligapokal: 1974
- Texaco Cup: 1971